# Elisa Marcantoni
Elisa Marcantoni (1999) è un'artista marziale italiana.

## Biografia
Inizia a praticare ju jitsu presso la palestra di Cento sotto la guida del maestro Claudio Leprotti. Si allena nel dojo di Pieve di Cento con il gruppo sportivo Jujitsu Shinsen con il maestro Michele Vallieri.
È titolare della nazionale azzurra nella specialità fighting system femminile -70 kg. Nel 2025 vince la medaglia di bronzo nel team open ai Giochi mondiali di Chengdu insieme a Salah Ben Brahim.

## Palmarès
- World Games

Chengdu 2025: bronzo nel team open.
- Mondiali giovanili

Abu Dhabi 2018: bronzo nel fighting -70 kg.